# Західні Бещади
 Західні Бещади (пол. Bieszczady Zachodnie, словац. Bukovské vrchy) — гірське пасмо, що розташований на кордоні України, Польщі та Словаччини. Знаходиться в межах між Ужоцьким перевалом (853 м) на сході та Лупківським перевалом (640 м) на заході. Ця область лежить в основному в межах біосферного заповідника «Східні Карпати».
Виразною особливістю ландшафту Західних Бещад є паралельні довгі гірські пасма, що простягаються від північного заходу на південний схід, кількість яких збільшується із заходу на схід. Найвищою вершиною Західних Бещад є гора Тарниця (1346 м над рівнем моря), з найбільшим перепадом висоти — Велика Равка (523 м понад перевалом Бескид).
Назва Західні Бещади використується в основному в Польщі, в Україні ці гори історично називались Західні Бескиди, хоча зараз цей термін використовується до іншої групи гір — Західні Бескиди. Словацька частина Західних Бещад називається Буковські Верхи, а угорці називають ці гори — Keleti Beszkidek.

## Місцезнаходження

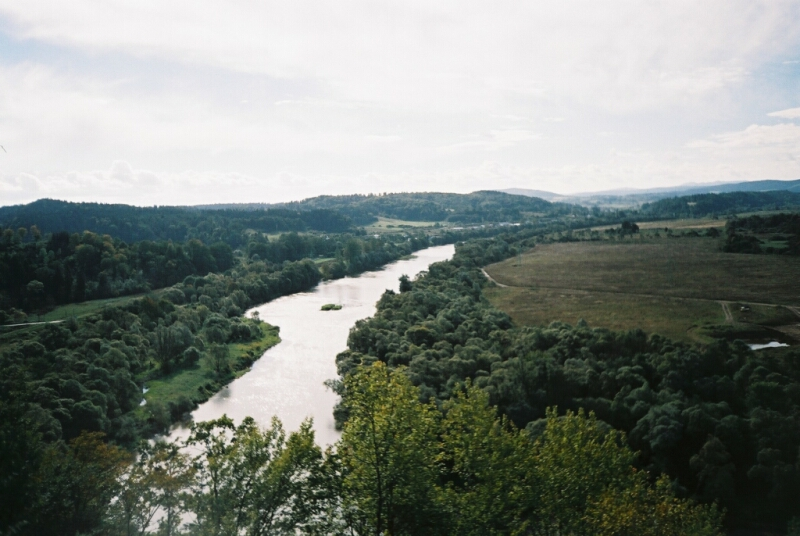
Річка Сян в Західних Бескидах

На заході гори межують з Низькими Бескидами, на півночі — з Верхньодністровськими Бескидами, на схід від Західних Бещадів знаходяться Східні Бещади, а на півдні — гори Вигорлат.
Західну межу долини гір обмежують річки Ослава та Ославиця, Лупківський перевал та річка Лаборець. На східній межі гірських пасом знаходяться річки Сян, Уж та Ужоцький перевал.
Натомість північна гір межа визначається по різному. Геофізично найпівнічнішими пасмами гір є гори Оприт, Корбані та Хрещата, але Оприт також відносять до гір Саноко Турчанських (Sanocko Turczańskich). Геоморфологія вирізняє Південні Бескиди (або Високі) на південь від Сяну та Центральні Бескиди (або Низьких) між Сяном та залізничною лінією Загір'я — Устрики-Долішні. Однак, в туристичному розумінні Західними Бескидами (Бещадами) називають гори на південь від цієї залізничної лінії, а гори на північ від лінії називають Передгір'ям Бескидів (Przedgórzem Bieszczadzkim).

## Пасма гір

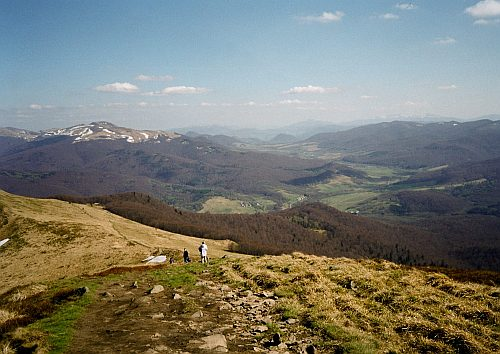
Вид з Полонини Царинської на Тарницю

До крупних гірських пасом Західних Бескидів відносять:
- Граничне пасмо — простягається від Лупківського перевалу довгим, звивистій гребнем до Ужоцького перевалу. Границя цього пасма проходить по кордону зі Словаччиною, і закінчується горою Кременець в Україні. У той же час через це пасмо вододіл розділення водозбірного басейну Балтійського моря та Чорного моря.

- Пасмо Полонин — найвище й найпопулярніше серед туристів пасмо включає в свою західну частину гори: Полонина Ветлинська, Полонина Чаринська, Букове Бердо, піки Тарниці та Полонини Буковської. Висота піків в цій області зростає у міру просування на схід, найвища з яких в польських Бещадах є Тарниця.

- Високий Діл — знаходиться між містами Команча та Тісна, та між долинами річок Ославиця, Солінка та Гозевка. У південно-східній частині цього пасма висота гір перевищує 1000 м над рівнем моря, а в районі гори Хрещата знаходиться природний заповідник Звезло (Zwiezło), що утворений Душатинськими озерами.

- Пасмо Лопенніка і Дурней — тягнеться від перевалу, на якому проходить дорога Тісна — Яблуньки, до села Довжиця. До цього пасма також відносять хребет Фаловей.

Крім того, також відносять до Західних Бескидів пасмо Отрит з найвищою вершиною Троханець, що розташовані між Сяном та долиною потоку Глухий.